# Chińska Komisja Regulacyjna ds. ubezpieczeń
Chińska Komisja Regulacyjna ds. ubezpieczeń (chiń. 中国保险监督管理委员会; pinyin Zhōngguó Bǎoxiǎn Jiāndū Guǎnlǐ Wěiyuánhuì) – jedna z instytucji Rady Państwa Chińska Republika Ludowa, która odpowiedzialna jest za nadzór nad produktami i usługami na rynku ubezpieczeń.
Powstała 18 listopada 1998 r. w wyniku reform gospodarczych w celu zmniejszenia wpływu Ludowego Banku Chin na sektor finansowy. W 2003 r. podniesiona do rangi ministerstwa. Obecnie posiada 31 oddziałów w każdej prowincji z wyjątkiem Tajwanu.
Do głównych zadań komisji należy nadzór nad produktami i usługami związanymi z rynkiem ubezpieczeń, w tym m.in. nadzór ubezpieczeń firm lokalnych w handlu z podmiotami zagranicznymi.